# Puka Pukara

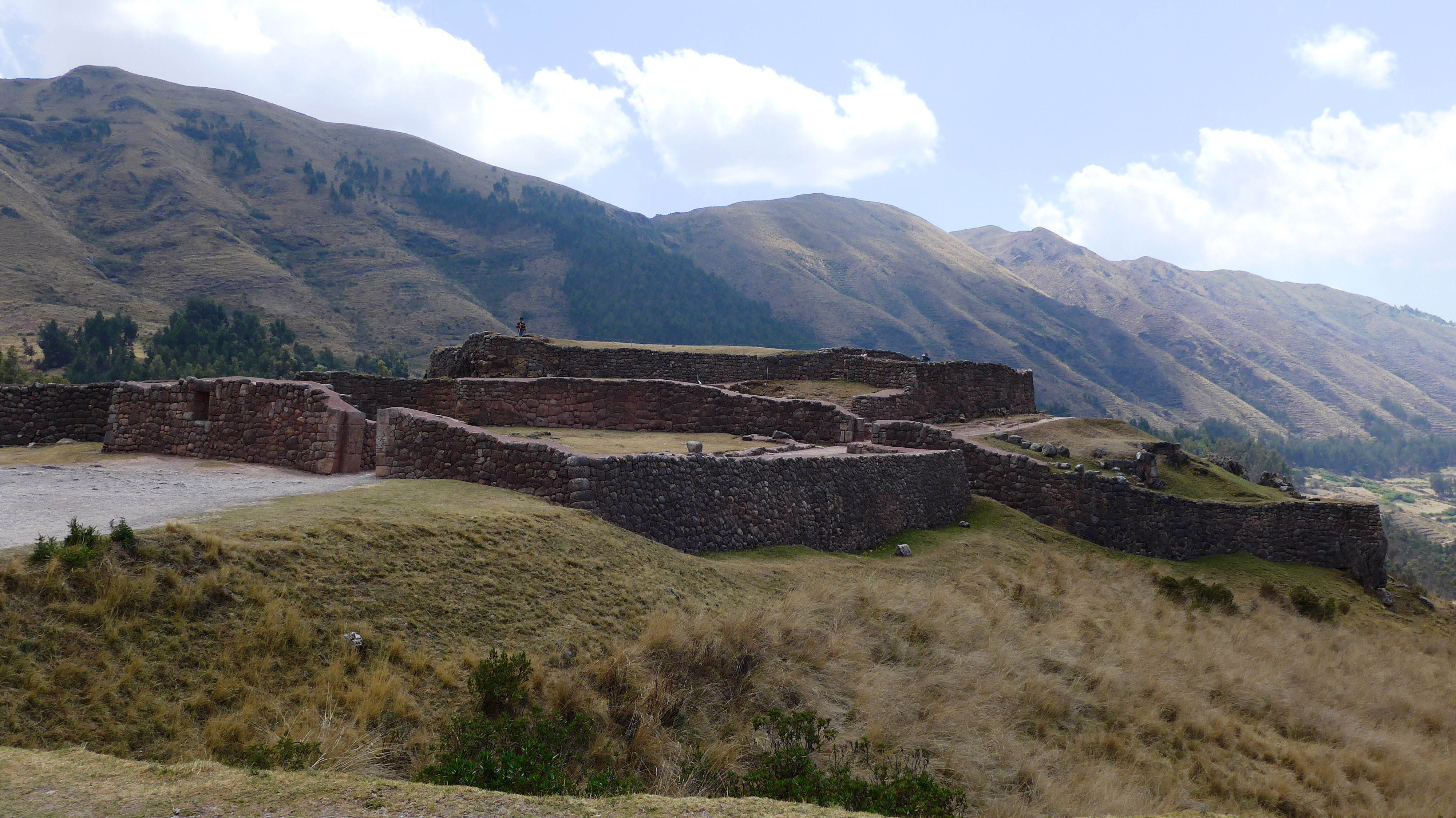
Ruine der „Roten Festung“

Puka Pukara (auch Puca Pucara) entstammt der indigenen Sprache Quechua und bedeutet „Rote Festung“, was vermutlich von der roten Farbe der Steine – vor allem in der Abenddämmerung – abgeleitet wurde. Es handelt sich um Ruinen einer Befestigungsanlage der Inka in Peru in der Nähe von Cusco in der Provinz Cusco.
Über die Geschichte von Puka Pukara ist wenig bekannt. Die Festung war aller Wahrscheinlichkeit nach eine von vielen fest eingerichteten Stationen, in denen die Stafettenläufer der Inka ausgetauscht oder Waren gelagert wurden und die militärischen Trupps, reisenden Kaufleuten und Pilgern Unterkunft boten.
Auf Grund der räumlichen Nähe besuchen Touristen die Anlage Puka Pukara meist von Cusco aus in Verbindung mit einer Besichtigung des Wasserheiligtums Tambomachay und der Ruine der Inka-Festung Sacsayhuamán.